# Élections législatives ålandaises de 2019
Les élections législatives ålandaises de 2019 ont lieu le 20 octobre 2019 afin de renouveler les 30 membres du Lagting de la province autonome des Îles Åland, en Finlande. Des élections municipales ont lieu simultanément.
Veronica Thörnroos, du parti Centre ålandais, devient Première ministre le 25 novembre suivant à la tête d'un gouvernement de coalition regroupant son parti ainsi que la Coalition modérée pour Åland, la Coalition des indépendants et Initiative durable.

## Institutions et système électoral

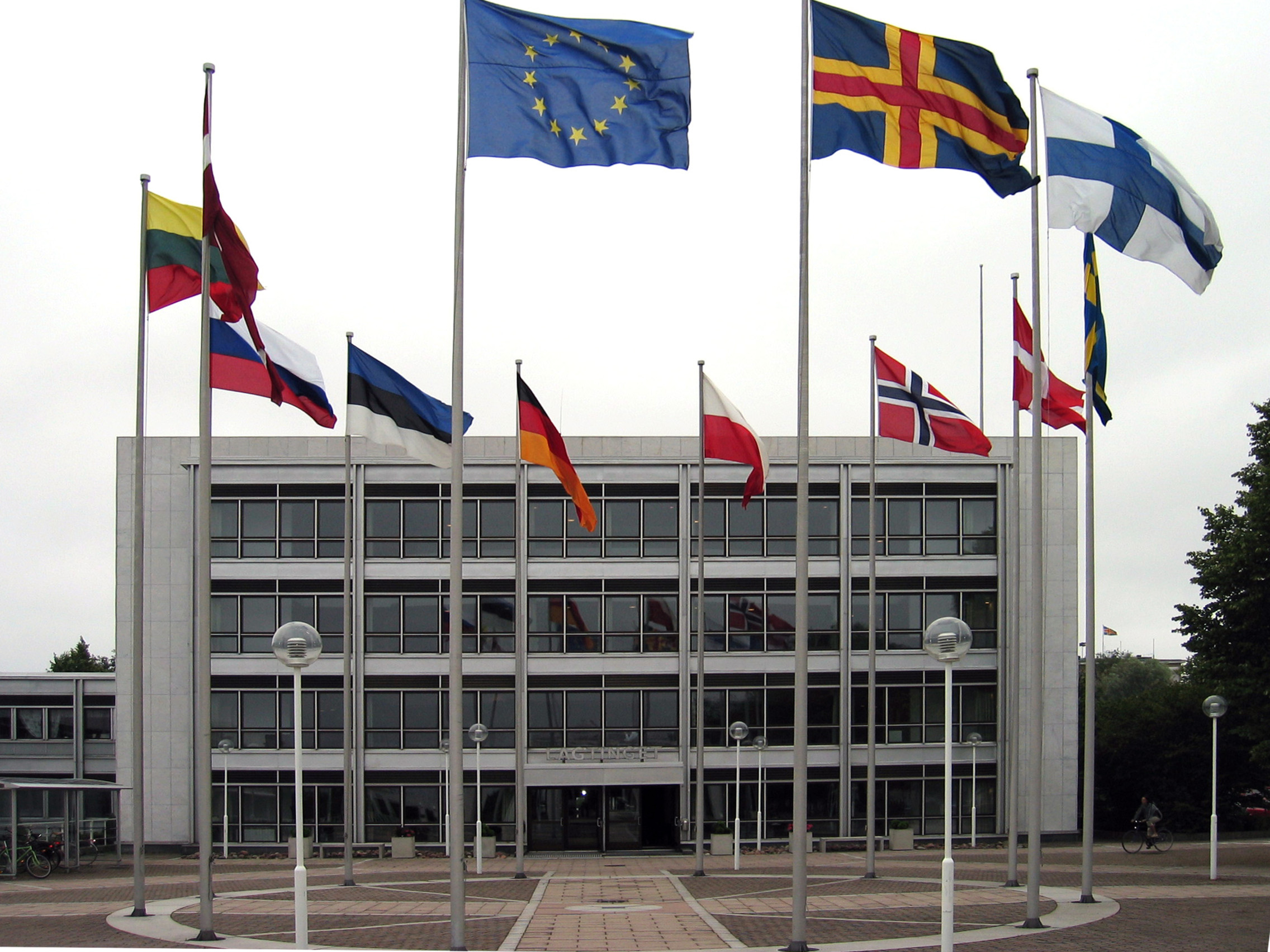
Façade du Lagting.

L'archipel d'Åland est une province historique de Finlande qui a pour particularité d'être suédophone, et demeure la seule entité territoriale de ce pays à jouir d'un statut d'autonomie gouvernementale. La province représente 0,5 % de la population de la Finlande, avec une population totale de 29 214 habitants. Le statut politique autonome des îles Åland, en vertu de la loi sur l'autonomie des îles Åland confère à son parlement des pouvoirs législatifs étendus sur un certain nombre de domaines. En dehors de ces sujets, l'État de Finlande, représenté par le gouverneur de la province, est souverain. Les résidents participent aux élections parlementaires nationales en élisant au scrutin uninominal majoritaire à un tour un représentant qui leur est réservé.
Le Lagting est composé de 30 sièges renouvelés tous les quatre ans au scrutin proportionnel plurinominal avec liste ouvertes et sans seuil électoral. Les électeurs votent en exprimant un vote préférentiel pour un candidat sur la liste pour laquelle ils votent, les sièges obtenus par chaque liste étant par la suite d'abord attribués aux candidats ayant recueilli le plus grand nombre de suffrages en leur nom. La répartition globale a lieu selon la méthode d'Hondt,. Le scrutin est toujours organisé le troisième dimanche d'octobre. Seuls peuvent être électeurs les personnes nés à Åland, ou celles possédant la nationalité finlandaise qui sont domiciliés dans l'archipel depuis au moins cinq ans, parlent le suédois et font la demande d'inscription sur les listes électorales locales.

## Résultats
|                           |                              |        |       |     |        |               |
| Parti                     | Parti                        | Voix   | %     | +/- | Sièges | +/-           |
|                           | Centre ålandais              | 3 970  | 27,84 | 6,1 | 9      | 2             |
|                           | Libéraux pour Åland          | 2 803  | 19,66 | 3,7 | 6      | 1             |
|                           | Coalition modérée pour Åland | 1 967  | 13,80 | 4,0 | 4      | 1             |
|                           | Coalition des indépendants   | 1 935  | 13,57 | 4,0 | 4      | 1             |
|                           | Sociaux-démocrates d'Åland   | 1 312  | 9,20  | 8,2 | 3      | 2             |
|                           | Initiative durable           | 1 187  | 8,33  | 7,5 | 2      | 2             |
|                           | Futur d'Åland                | 666    | 4,67  | 2,8 | 1      | 1             |
|                           | Démocratie alandaise         | 418    | 2,93  | 0,6 | 1      | en stagnation |
|                           |                              |        |       |     |        |               |
| Suffrages exprimés        | Suffrages exprimés           | 14 258 | 97,69 |     |        |               |
| Votes blancs et invalides | Votes blancs et invalides    | 337    | 2,31  |     |        |               |
| Total                     | Total                        | 14 595 | 100   | –   | 30     | en stagnation |
| Abstentions               | Abstentions                  | 6 351  | 30,32 |     |        |               |
| Inscrits / participation  | Inscrits / participation     | 20 946 | 69,68 |     |        |               |